# 格里戈里·斯科沃羅達
格里戈里·薩維奇·斯科沃罗达（羅馬化：Hryhorii Savych Skovoroda；1722年12月3日—1794年11月9日），烏克蘭哲學家、文人、詩人、禮儀音樂作曲家。被稱為「烏克蘭的蘇格拉底」。俄羅斯帝國的烏克蘭哥薩克出身，作品有詩集、哲學論、問答書。

## 脚注
1. ↑  Khiryakov, A. "Ukrainskii Sokrat" (The Ukrainian Socrates). Obrazovanie. Vol. 9, 1897: 129–34.

## 外部連結
- http://history.franko.lviv.ua/IIIs_3.htm （页面存档备份，存于）（乌克兰語）
- Skovoroda, Hryhorii （页面存档备份，存于）